# Diocesi di Tanga
La diocesi di Tanga (in latino Dioecesis Tangaensis) è una sede della Chiesa cattolica in Tanzania suffraganea dell'arcidiocesi di Dar-es-Salaam. Nel 2022 contava 265.814 battezzati su 2.299.000 abitanti. È retta dal vescovo Thomas John Kiangio.

## Territorio
La diocesi comprende l'intera regione di Tanga in Tanzania.
Sede vescovile è la città di Tanga, dove si trova la cattedrale di Sant'Antonio.
Il territorio è suddiviso in 33 parrocchie.

## Storia
La prefettura apostolica di Tanga fu eretta il 18 aprile 1950 con la bolla Amplissima plerumque di papa Pio XII, ricavandone il territorio dal vicariato apostolico del Kilimanjaro (oggi diocesi di Moshi).
Il 24 febbraio 1958 la prefettura apostolica è stata elevata a diocesi con la bolla Qui idcirco dello stesso pontefice Pio XII.

## Cronotassi dei vescovi
Si omettono i periodi di sede vacante non superiori ai 2 anni o non storicamente accertati.
- Eugéne Cornelius Arthurs, I.C. † (9 giugno 1950 - 15 dicembre 1969 dimesso[1])
- Maurus Gervase Komba † (15 dicembre 1969 - 18 gennaio 1988 dimesso)
- Telesphore Mkude (18 gennaio 1988 - 5 aprile 1993 nominato vescovo di Morogoro)
- Anthony Mathias Banzi † (10 giugno 1994 - 20 dicembre 2020 deceduto)
  - Sede vacante (2020-2023)
- Thomas John Kiangio, dal 7 giugno 2023[2]

## Statistiche
La diocesi nel 2022 su una popolazione di 2.299.000 persone contava 265.814 battezzati, corrispondenti all'11,6% del totale.
| anno | popolazione | popolazione | popolazione | presbiteri | presbiteri | presbiteri | presbiteri                | diaconi | religiosi | religiosi | parrocchie |
| anno | battezzati  | totale      | %           | numero     | secolari   | regolari   | battezzati per presbitero | diaconi | uomini    | donne     | parrocchie |
| ---- | ----------- | ----------- | ----------- | ---------- | ---------- | ---------- | ------------------------- | ------- | --------- | --------- | ---------- |
| 1950 | 14.000      | 461.613     | 3,0         | 14         |            | 14         | 1.000                     |         |           |           | 5          |
| 1970 | 43.481      | 771.739     | 5,6         | 37         | 4          | 33         | 1.175                     |         | 37        | 115       | 15         |
| 1980 | 75.000      | 1.077.000   | 7,0         | 44         | 15         | 29         | 1.704                     |         | 42        | 212       | 21         |
| 1990 | 90.017      | 1.362.220   | 6,6         | 64         | 31         | 33         | 1.406                     |         | 48        | 354       | 27         |
| 1999 | 162.979     | 1.821.347   | 8,9         | 69         | 43         | 26         | 2.362                     |         | 34        | 421       | 27         |
| 2000 | 166.429     | 1.859.647   | 8,9         | 76         | 49         | 27         | 2.189                     |         | 41        | 428       | 27         |
| 2001 | 170.945     | 1.857.060   | 9,2         | 74         | 48         | 26         | 2.310                     |         | 40        | 428       | 27         |
| 2002 | 173.776     | 1.860.003   | 9,3         | 70         | 47         | 23         | 2.482                     |         | 37        | 441       | 30         |
| 2003 | 200.000     | 1.900.000   | 10,5        | 66         | 45         | 21         | 3.030                     |         | 43        | 429       | 33         |
| 2004 | 180.000     | 1.650.000   | 10,9        | 74         | 51         | 23         | 2.432                     |         | 40        | 442       | 33         |
| 2010 | 229.301     | 1.825.000   | 12,6        | 84         | 56         | 28         | 2.729                     |         | 57        | 496       | 31         |
| 2014 | 240.000     | 2.058.000   | 11,7        | 88         | 55         | 33         | 2.727                     |         | 55        | 510       | 34         |
| 2017 | 253.376     | 2.200.000   | 11,5        | 94         | 62         | 32         | 2.695                     |         | 57        | 717       | 34         |
| 2020 | 263.730     | 2.282.000   | 11,6        | 94         | 56         | 38         | 2.805                     |         | 54        | 771       | 34         |
| 2022 | 265.814     | 2.299.000   | 11,6        | 94         | 57         | 37         | 2.827                     |         | 52        | 780       | 33         |